# سیترموئن
سیترموئن (به لاتین: Setermoen) یک منطقهٔ مسکونی در نروژ است که در Bardu واقع شده‌است. سیترموئن ۳٫۰ کیلومتر مربع مساحت و ۲٬۴۶۴ نفر جمعیت دارد و ۸۳ متر بالاتر از سطح دریا واقع شده‌است.